# Artystone trysibia
Artystone trysibia es una especie de isópodo de la familia Cymothoidae, parásito de peces de agua dulce de América del Sur.  

## Descripción y notas de vida

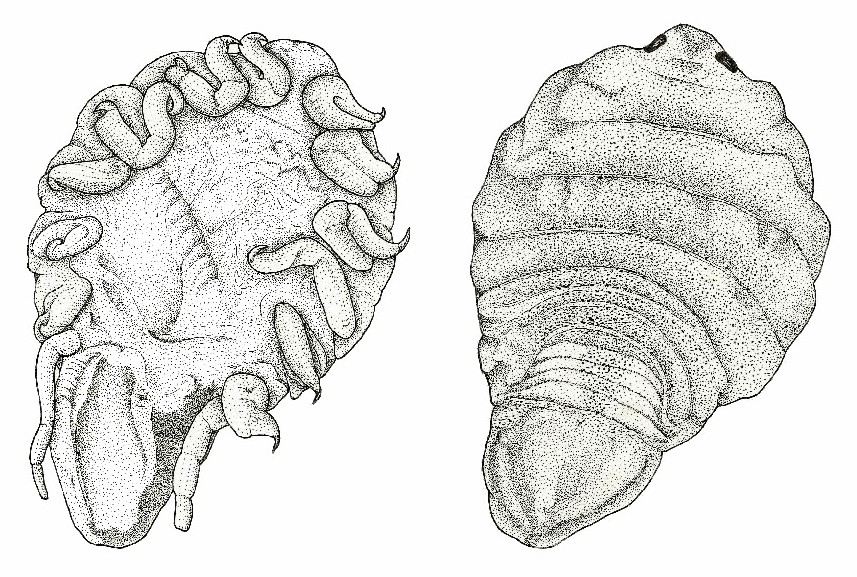
Dibujo esquemático de la hembra del parásito Artistone trysibia vista dorsal y ventral

Artystone trysibia fue descrita en 1866 por Schioedte, a partir de individuos alojados en la cavidad corporal de peces de América del Sur.
Parasita principalmente a peces de agua dulce en los cuales suele disociar e ingerir tejidos hasta el punto de poder causar la muerte de sus hospedadores, por las lesiones que produce o por debilitamiento.

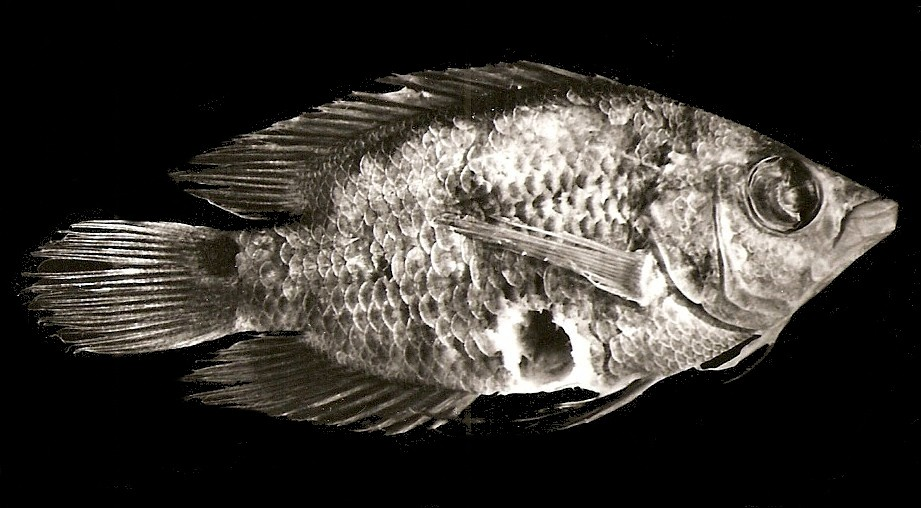
Daños causados por el parásito Artistone trysibia en un pez cíclido Aequidens pulcher

La característica diagnóstica de este se isópodo se localiza en el séptimo par de periópodos, en el cual el dáctilo está adaptado para la locomoción siendo recto, mientras que en los restantes seis pares restantes presentan ganchos para la fijación del parásito en su hospedador.
Los estadios juveniles de este parásito se desarrollan en una bolsa de incubación en el cuerpo de la hembra. Estos juveniles nadan libremente en dicha bolsa hasta salir del pez hospedador, tras su salida nadan en el agua hasta hallar un nuevo huésped. Los juveniles se adhieren a la piel y lentamente fuerzan una invaginación en la musculatura. A medida que el isópodo penetra y crece, el anfitrión forma una bolsa de tejido conectivo alrededor del parásito. Mantiene el orificio de entrada abierto por medio del movimiento de los pleópodos y urópodos en la parte posterior del isópodo. Esta abertura es necesaria para la respiración, para permitir que el macho (de menor tamaño que la hembra) penetre para el cortejo y para permitir la salida de juveniles infecciosos. La cavidad producida por el isopodo es en su mayoría "excavado" por el desplazamiento, no consecuencia del consumo de los tejidos ya que este parásito se alimenta de los fluidos corporales. La hembra mide 1,7-2,4 cm de largo.

## Distribución
Esta especie de América del Sur que habita las aguas continentales de la vertiente del océano Atlántico y cuya localidad tipo fue señalada en Argentina adicionalmente se le ha señalado para el Paraguay, Brasil y Venezuela.
Esta especie se señala como introducida en los Estados Unidos y Puerto Rico